# Qal'at Najm
Qal'at Najm, en arabe : قلعة نجم, est un château situé en Syrie près de la ville de Manbij, sur la rive ouest de l'Euphrate et du réservoir d'eau formé par le barrage de Tichrine.